# Keishun-in

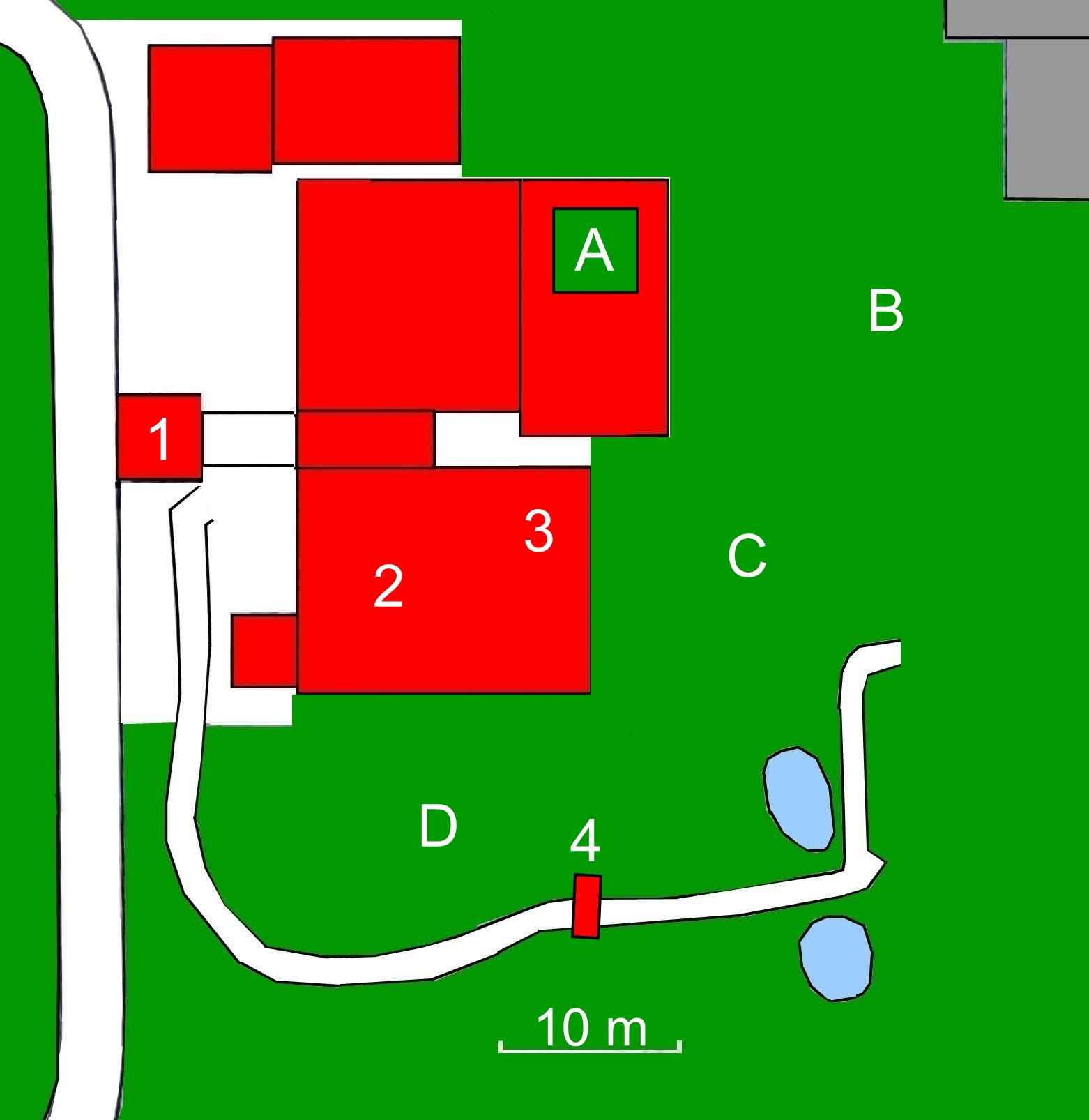
Plan des Tempels (s. Text)

Der Keishun-in (japanisch 桂春院) ist einer der 48 Untertempel des Zen-Tempels Myōshin-ji in Japans Hauptstadt Kyōto. Er ist bekannt für seinen bemerkenswerten Garten, der öffentlich zugänglich ist.

## Geschichte
Der Tempel wurde 1598 von Oda Hidenori (津田 秀則; ?–1625) gegründet. Dieser war der zweite Sohn Oda Nobutadas (織田 信忠; 1557–1582) und damit der Enkel des mächtigen Feudalherren Oda Nobunaga. Ursprünglich hieß der Tempel Kenshō-in (見性院), wurde aber 1632 von seinem Förderer Ishikawa Sadamasa (石河 貞政; 1575–1657), der aus einer wohlhabenden Familie in der Provinz Mino stammte, anlässlich des 50. Todestages seines Vaters Ishikawa Mitsumasa (石河 光政), in Keishun-in umbenannt.

## Gebäude
Man betritt den Tempel von Westen her durch ein kleines Tempeltor (Omote-mon, 1 im Plan). Die Abtsresidenz (方丈 Hōjō; 2) wurde 1631 errichtet. Dieses Gebäude hat ein Krüppelwalmdach und ist mit Ziegeln (棧瓦葺 Sagawara-buki) gedeckt. Innen in der Mitte befindet sich der Andachtsraum mit der Hauptkultfigur, einem Yakushi-Buddha, und ein weiterer Raum. Sämtliche Schiebetüren (襖 Fusuma) wurden von Kanō Sansetsu, Sansetsus Meisterschüler, mit Landschaftsbildern bemalt. In der Mitte sieht man auf den Schiebetüren eine Landschaft mit kahlen Bäumen und Raben, einer Anlegestelle für Boote, dazu Mönche. Im Raum im Osten sieht man eine Landschaft mit landenden Wildgänsen, im Raum im Westen alte Kiefern und einen umrankten Wasserfall. Die Komposition auf Schiebetüren „Dreitage-Mond und Kiefern auf Goldgrund“ (金碧松三日月 Kinpekimatsu mikazuki) war ursprünglich ein Wandbild hinter dem Altar.

## Gartenanlage
- Der kleine Shōjō-Garten (清浄の庭) – Garten der Reinheit – ist als Trockengarten (Kare-san-sui) im Innenhof nördlich der Abtresidenz angelegt, im Zwischenbereich zum Shōin. Es gibt dort eine Quelle und in der Nordwest-Ecke einen trockenen Wasserfall, gestaltet mit großen und ungewöhnlichen Steinen aus der Präfektur Wakayama.
- Der Shii-Garten (思惟の庭; C) –  Garten der Gedanken – befindet sich östlich der Abtsresidenz. Dort stehen 16 Arhat-Steine auf zwei künstlichen Erhebungen. Der grundlegende Stein in der Mitte ist als Meditationsstein des Zen gedacht. Zusammengesehen macht der Garten den Eindruck eines Märchenlandes.
- Der Shinnyo-Garten (真如の庭; D) –  Garten der absoluten Wahrheit – südlich der Abtsresidenz ist auf der Böschung gleichförmig mit beschnittenen Azaleen-Sträuchern bedeckt und auf der tiefer liegenden Ebene mit Ahorn-Bäumen bepflanzt. Der Boden ist mit dichtem Moos bedeckt. Dort liegen 15 Steine in einer 7-5-3-Anordnung. Sie weisen auf den Vollmond hin, der nach dem alten Mond-Kalender am 15. Tag des Monats zu sehen ist. Eine Hecke grenzt den Garten nach Süden zum dortigen Wabi-Garten ab.
- Der Wabi-Garten (侘の庭; B) –  Garten der Schlichtheit als Schönheit und Unvollkommenheit – ist im Bereich östlich des Shōin ein Roji[A 1], ein Teegarten. Ein aus Steinplatten bestehender Weg führt durch den Garten nach unten. Das Baiken-Tor (梅軒門) und eine Gartenpforte (猿戸 Saru-do) trennen den äußeren und den inneren Bereich voneinander ab. Der Garten senkt sich dann noch weiter ab und geht schließlich in den Bereich südlich des Shinnyo-Gartens über. Im Südost-Bereich "sitzen" sieben Steine wie Buddhas, es gibt eine Wasserquelle und den Grünen Drachenteich (緑龍池).

Der Garten wird 1799 in einer Beschreibung von Kyōto lobend erwähnt; und die Gesamtheit aus den vier Gärten erhielt 1931 die Einstufung als historische Stätte von besonderer landschaftlicher Schönheit (wörtlich "schöne Geschichtsspur"史蹟名勝 Shiseki meishō).

## Teeraum
- Der Teeraum Kihaku-an (既白庵茶室 Kihakuan chashitsu) „Fastweiße Klause“, liegt versteckt hinter der Nordostecke des Shoin (書院), also den privaten Räumen des Abts. Der Teeraum soll im Jahr 1631 von der Burg Nagahama zusammen mit dem Shoin hierhergekommen sein. Er ist nicht öffentlich zugänglich.

## Bilder

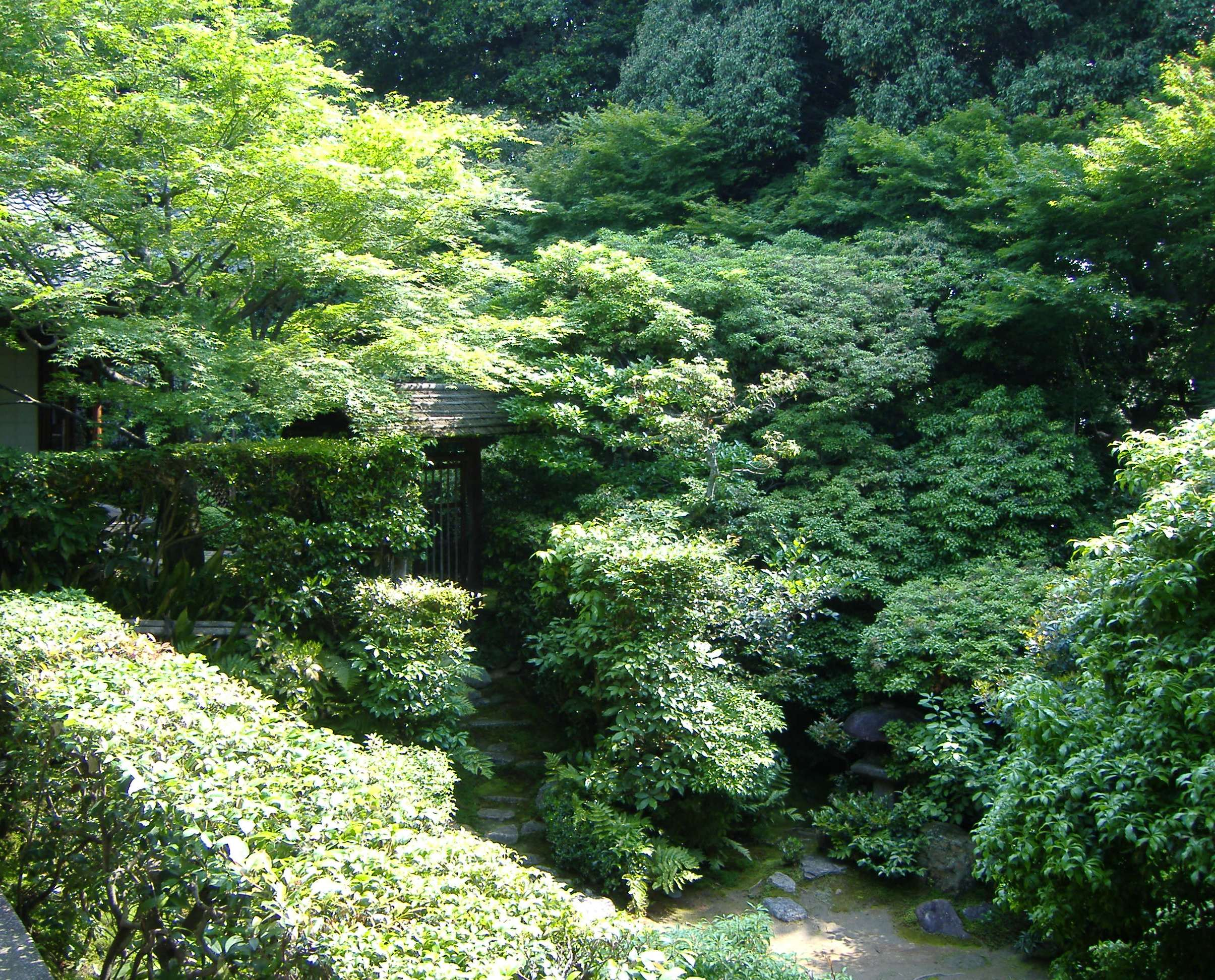
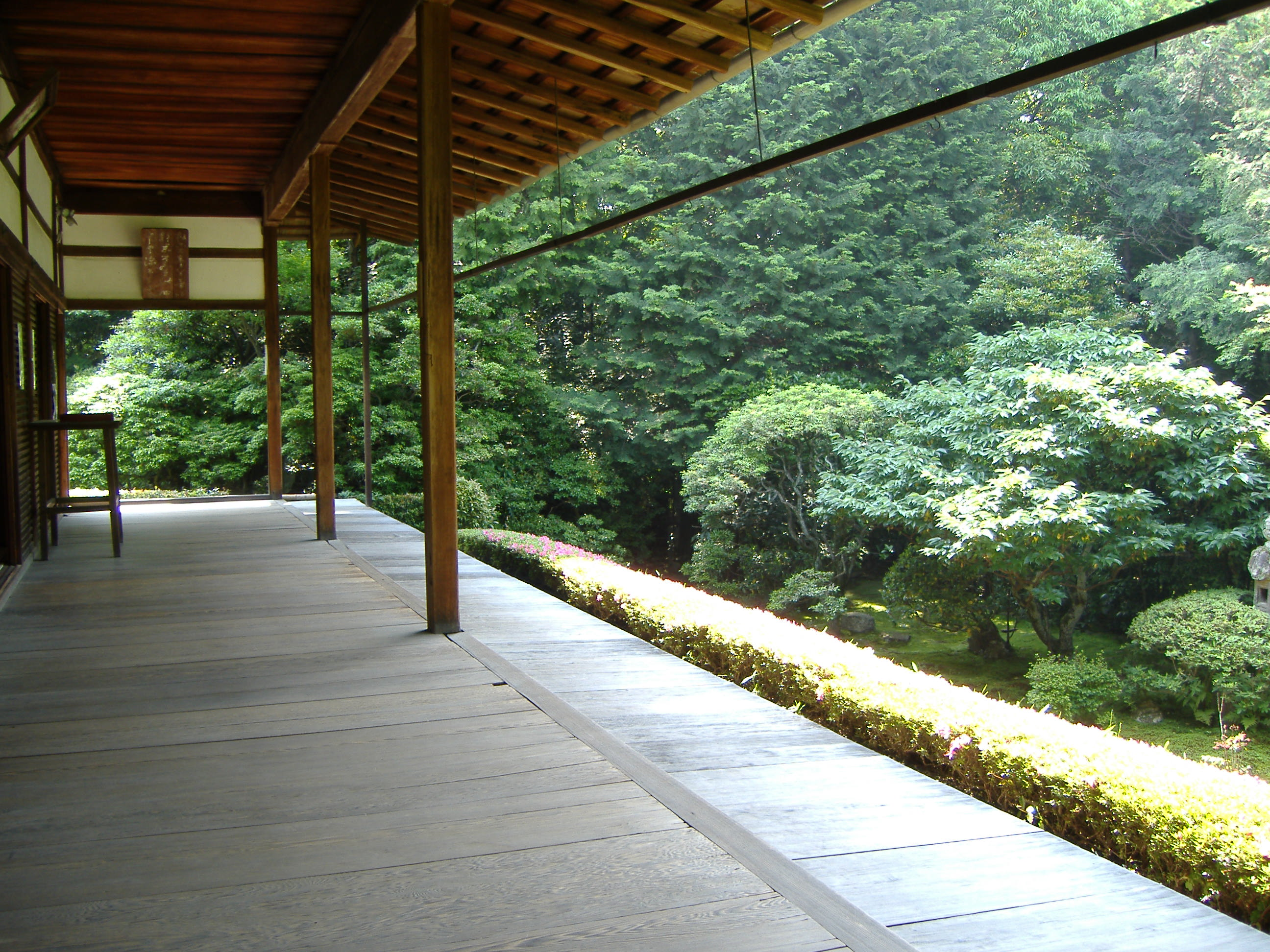
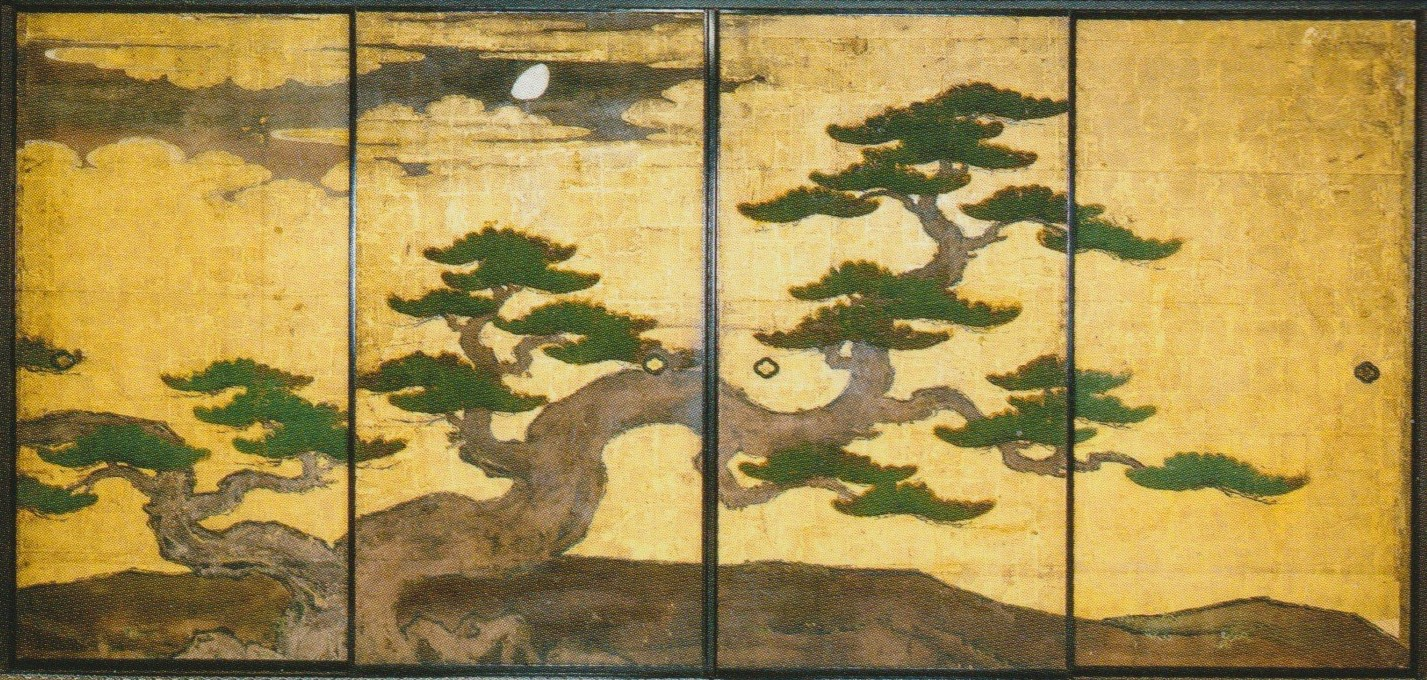
Dreitage-Mond und Kiefern auf Goldgrund
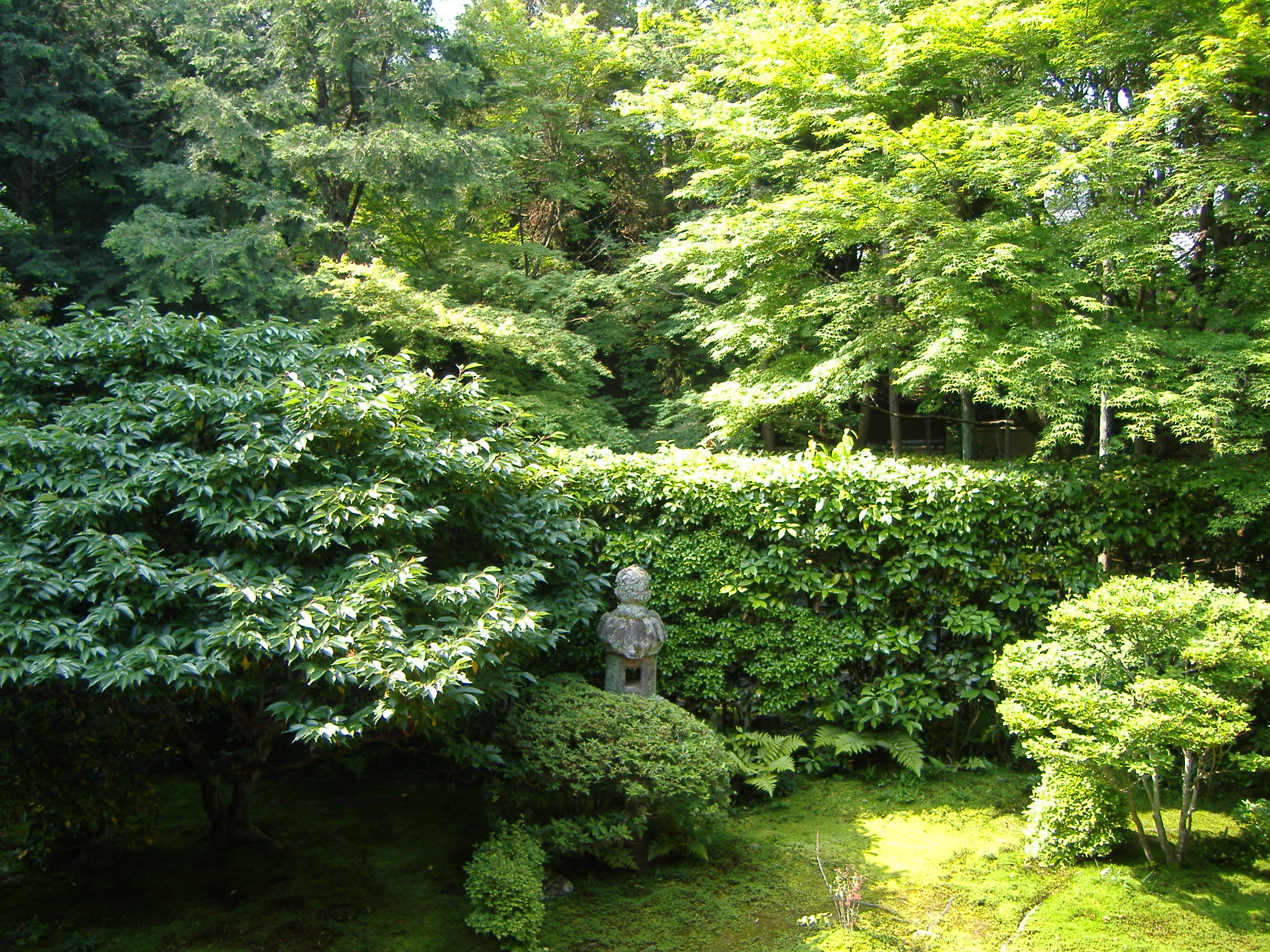
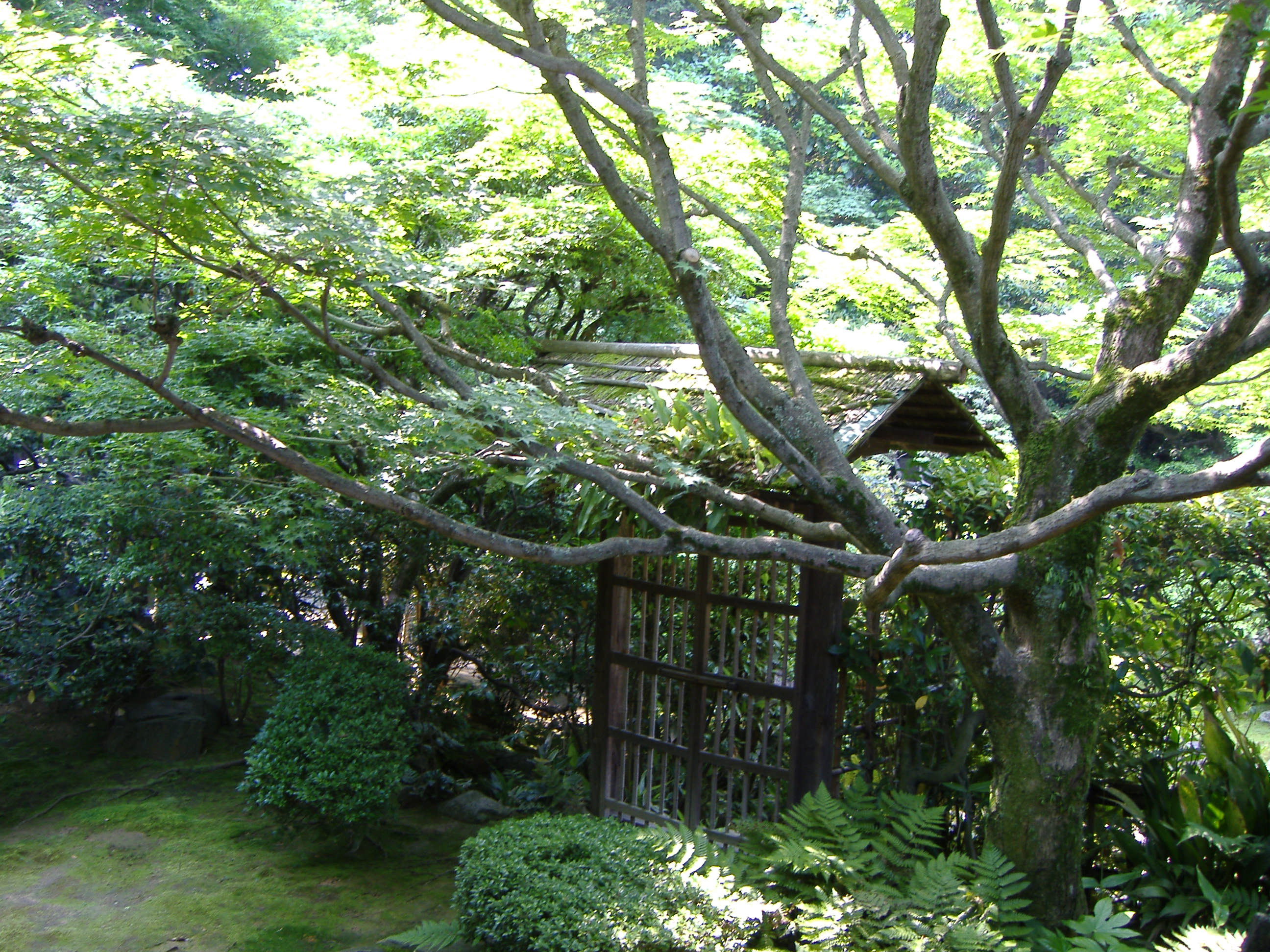